# JYP Entertainment
La JYP Entertainment Corporation è un'etichetta discografica K-pop sudcoreana, fondata il 25 aprile 1996 da Park Jin-young.

## Storia

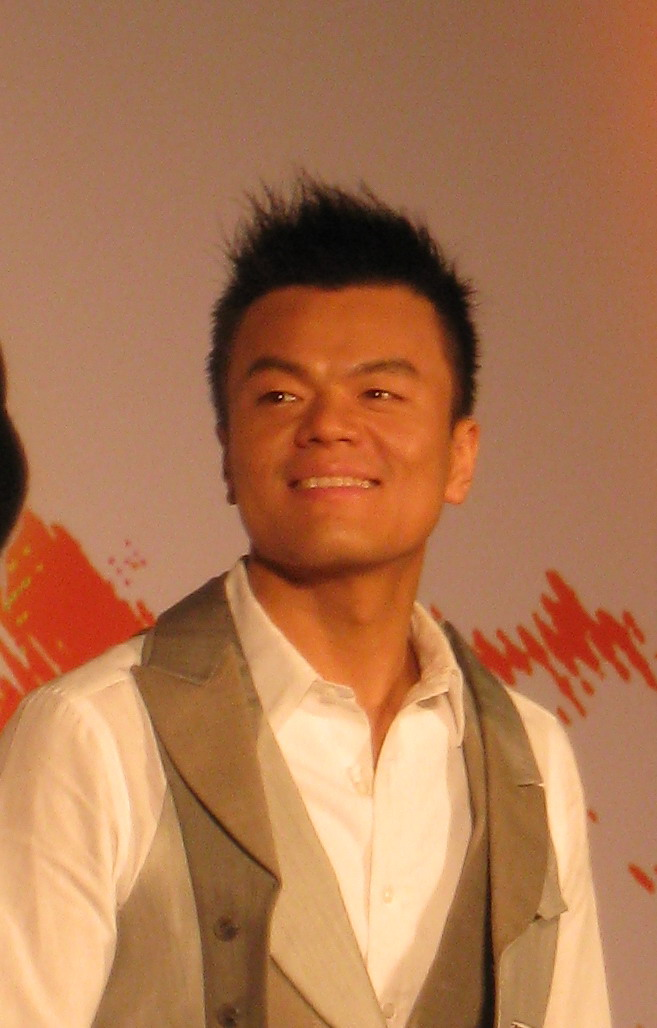
Park Jin-young, amministratore delegato e proprietario della JYP Entertainment. La foto è stata scattata nel 2009 a Bangkok, Thailandia.

La compagnia fu fondata da Park Jin-young con il nome di "Taehong Planning Corporation", che venne cambiato in "JYP Entertainment" solo nel 2001.
A giugno del 2007, ha ufficialmente aperto a New York il ramo americano della JYP Entertainment, denominata JYP USA. Ad ottobre dell'anno successivo, la casa discografica si è espansa anche in Cina, aprendo il JYP Beijing Center. Nello stesso anno, la CAA (Creative Artists Agency) ha incluso la JYP Entertainment nella lista della sua clientela di alto profilo.
Insieme alla SM Entertainment ed alla YG Entertainment, la JYP è considerata una delle più grandi major sudcoreane. In un'intervista, Park ha asserito che il grande successo dei suoi artisti è dovuto al fatto che egli ha creato un nuovo mercato per loro, quello del future pop. Nello stesso articolo, è stato dichiarato che la compagnia ha un valore che eccede i 100 milioni di dollari.
A giugno del 2009, è stato ufficialmente annunciato un accordo manageriale tra la JYP Entertainment ed il gruppo statunitense Jonas Brothers. L'accordo prevedeva la partecipazione del girl group della JYP Wonder Girls, le quali sono state il gruppo di apertura di vari concerti del trio americano in alcune città selezionate per il loro World Tour 2009. Le Wonder Girls hanno esordito internazionalmente cantando le canzoni Nobody e Tell Me.
A dicembre del 2013, JYP Entertainment ha liquidato AQ Entertainment e gli artisti che venivano da essa gestiti, le miss A e Baek Ah-yeon, sono passati al ramo principale dell'azienda.

## Sedi
- Corea del Sud: Sangam-dong, distretto Gangdong (quartier generale)
- Stati Uniti: 110 East 31st Street, New York
- Cina: Distretto di Chaoyang, Pechino

## Ex-sussidiarie

### AQ Entertainment
La AQ Entertainment è stata liquidata nel dicembre 2013 e gli artisti da lei rappresentati, le miss A e Baek Ah-yeon, sono passati sotto la gestione della JYP Entertainment.

### J.Tune Entertainment
Dopo la fusione di JYP Entertainment con J.Tune Entertainment, quest'ultima non esiste più dal novembre 2013. Gli artisti da essa rappresentati, i MBLAQ, le Two X e Yeon Jung-hoon, hanno in seguito firmato con altre case discografiche.

## Artisti

### Corea del Sud

#### Gruppi
- 2PM
- Twice
- Stray Kids
- Itzy
- JYP Loud
- Nmixx
- Xdinary Heroes
- VCHA

#### Solisti
- J.Y. Park
- Jang Woo-young
- Jun. K
- Lee Jun-ho
- Hwang Chan-sung
- Nichkhun

#### Subunità
- 3Racha
- MISAMO

### Giappone

#### JYPE Japan Inc
- NiziU (co-gestita con Sony Music Japan)

### Cina

#### New Creative Content Entertainment
- Boy Story

#### Fanling Culture Media Ltd.
- Yao Chen

### Artisti indipendenti

#### Studio J
- Day6
- Xdinary Heroes

#### SQU4D
- Nmixx

## Ex artisti
- Pearl (1997–2000)
- g.o.d (2003–2005)
  - Kim Tae-woo (1998–2006)
  - Son Ho-young (2003–2006)
  - Joon Park (2003–2006)
- Park Ji-yoon (2000–2003)
- Noel (2002–2007)
- Rain (2002–2007)
- Byul (2002–2006)
- Lim Jeong-hee (2005–2012)
- Wonder Girls (2007–2017)
  - Hyuna (2006–2008)
  - Sohee (2006–2013)
  - Sunye (2006–2015)
  - Sunmi (2006–2017)
  - Yeeun (2006–2017)
  - Yubin (2007–2020)
  - Hyerim (2010–2020)
- 2PM
  - Jay Park (2008–2010)
  - Ok Taec-yeon (2008–2017)
  - Hwang Chan-sung (2008–2021)
- 2AM (2008–2010, 2014–2017)
  - Lee Chang-min (2008–2010, 2014–2015)
  - Jeong Jin-woon (2008–2010, 2014–2015)
  - Lim Seul-ong (2008–2010, 2014–2015)
  - Jo Kwon (2008–2010, 2014–2017)
- Joo (2008–2015)
- San E (2010–2013)
- Miss A (2010–2017)
  - Jia (2010–2016)
  - Min (2010–2017)
  - Fei (2010–2018)
  - Suzy (2010–2019)
- 15& (2012–2019)
  - Park Jimin (2012–2019)
  - Baek Yerin (2012–2019)
- Baek A Yeon (2012–2019)
- JJ Project (2012–2021)
- Got7 (2014–2021)
  - Mark (2014–2021)
  - JB (2012–2021)
  - Jackson (2014–2021)
  - Jinyoung (2012–2021)
  - Youngjae (2014–2021)
  - BamBam (2014–2021)
  - Yugyeom (2014–2021)
- G.Soul (2015–2017)
- Day6
  - Jae (2015–2021)
  - Im Jun-hyeok (2015–2016)
- Jeon So-mi (2014–2018)
- Stray Kids
  - Woojin (2017–2019)
- Jus2 (2019–2021)

## JYP Nation
JYP Nation  è il nome usato dalla JYP Entertainment quando i suoi artisti collaborano insieme per canzoni e concerti.

### Discografia
- 2010 – This Christmas (singolo – (Park Jin-young, Lim Jeong-hee, Wonder Girls, 2AM, 2PM, San E, miss A, JOO[8])
- 2014 – JYP Nation Korea 2014 One Mic (album – Park Jin-young, 2PM, 2AM, Sunmi, miss A, Baek Ah-yeon, 15&, GOT7[9][10])